# جيمس هاتشينز جونسون
جيمس هاتشينز جونسون هو ضابط وسياسي أمريكي، ولد في 3 يونيو 1802 في Bath, New Hampshire ‏ في الولايات المتحدة، وتوفي بنفس المكان في 2 سبتمبر 1887. نشط حزبياً في الحزب الديمقراطي. وقد انتخب عضو مجلس ولاية نيوهامبشير ‏ وانتخب عضو مجلس النواب الأمريكي.